# Robert Michiels
Robert Michiels (1922 – ...) è stato uno schermidore belga, vincitore di una medaglia di bronzo ai campionati mondiali di scherma.